# Marc Elsberg
Marc Elsberg (* 3. ledna 1967, Vídeň, Rakousko, vlastním jménem Marcus Rafelsberger) je rakouský spisovatel a fejetonista, autor bestsellerů.
Vystudoval průmyslový design ve Vídni a pracoval v reklamních agenturách mj. ve Vídni a německém Hamburku. Psal také sloupky pro rakouské noviny Der Standard. Literárním debutem se stal román Saubermann z roku 2000, který vyšel ještě pod jeho vlastním jménem Marcus Rafelsberger.

## Dílo
jako Marcus Rafelsberger
- Saubermann (2000)
- Das Prinzip Terz / Kommissar Terz’ erster Fall (2004)
- Menschenteufel (2009)
- Wienerherz (2011)

jako Marc Elsberg
- Blackout – Morgen ist es zu spät (2012, česky Blackout: Zítra bude pozdě)
- Zero – Sie wissen, was du tust (2014, česky Zero: Oni to vědí)
- Helix – Sie werden uns ersetzen (2016, česky Helix: I ty budeš nahrazen)
- Gier – Wie weit würdest du gehen? (2019, česky Chamtivost: Jak daleko jsme ochotni zajít?)
- Der Fall des Präsidenten (2021, česky: Případ Prezident)